# Каспері Капанен
Каспері Капанен (фін. Kasperi Kapanen; нар. 23 липня 1996, м. Куопіо, Фінляндія) — фінський хокеїст, правий нападник. Виступає за Торонто Мейпл Ліфс у Національній хокейній лізі.
Вихованець хокейної школи КалПа (Куопіо). Виступав за КалПа (Куопіо).
У чемпіонатах Фінляндії — 85 матчів (20+15), у плей-оф — 4 матчі (0+1).
У складі молодіжної збірної Фінляндії учасник чемпіонату світу 2015. У складі юніорської збірної Фінляндії учасник чемпіонатів світу 2013 і 2014.
Батько: Самі Капанен.
Досягнення
- Бронзовий призер юніорського чемпіонату світу (2013).